# Denis Bertholet
Pour les articles homonymes, voir Bertholet.
Denis Raymond Bertholet, né le 28 février 1952 à Bex, est un historien, biographe et essayiste suisse.
Après une thèse portant sur la bourgeoisie en France à la Belle Époque, il se consacre à la rédaction de biographies d'intellectuels français du XXe siècle. Depuis les années 1990, il a signé des biographies de Paul Valéry, Jean-Paul Sartre et Claude Lévi-Strauss (la plus complète à ce jour). Il a collaboré étroitement avec plusieurs maisons d’édition, dont notamment les éditions Georg et les éditions de la Baconnière, et plus particulièrement avec les éditions Infolio à partir de 2005 dont il fut le principal collaborateur jusqu’au printemps 2016.
Il a aussi été chargé de cours à l’Institut européen de l’Université de Genève.

## Publications
- Le Bourgeois dans tous ses états : le roman familial de la Belle époque, Paris, O. Orban, 1987.  (ISBN 2-85565-403-3)
- Les Français par eux-mêmes : 1815-1885, Paris, O. Orban, 1991.  (ISBN 2-85565-544-7)
- Paul Valéry : 1871-1945, Paris, Plon, « Biographies », 1995.  (ISBN 2-259-18306-9)
- Sartre, Paris, Plon, 2000.  (ISBN 2-259-18550-9) ; rééd. coll. « Tempus », 2005.  (ISBN 2-262-02331-X)
- Claude Lévi-Strauss, Paris, Plon, 2003.  (ISBN 2-259-19527-X) ; rééd. Odile Jacob, « Poches Odile Jacob », 2008.  (ISBN 978-2-7381-2182-0)
- Sartre : l'écrivain malgré lui, Gollion (Suisse) ; Paris, Infolio éditions, 2005.  (ISBN 2884749047)